# Luciano Bonfada
Luciano Bonfada (Chions, 8 aprile 1942) è un ex calciatore italiano, di ruolo attaccante.